# Königsmoor (Moor)
Koordinaten: 53° 24′ 49″ N, 8° 36′ 21″ O

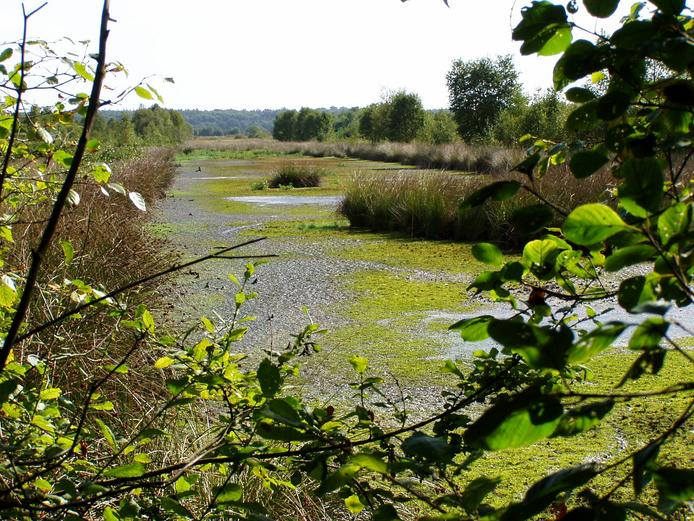
Naturschutzgebiet Königsmoor: Torfmoos in Feuchtgebiet

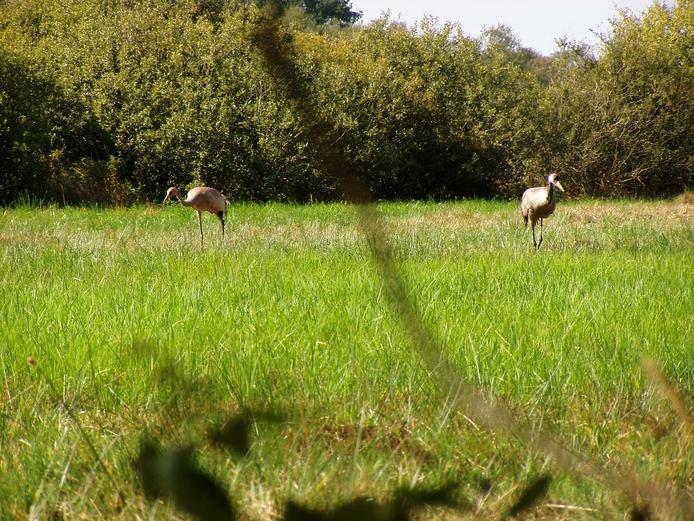
Naturschutzgebiet Königsmoor: Kranich Altvogel mit Nachzucht

Das Königsmoor bei Schwegen liegt südlich vom NSG Stoteler Moor und ist größtenteils im Besitz des Landkreises Cuxhaven. Eine Fläche von 13 Hektar Grünland wurde im Jahre 2002 von Land Niedersachsen dazu gekauft, eine weitere Fläche 2007. 
Die Naturschutzgebiete Königsmoor, Plackenmoor bei Schwegen und das Stoteler Moor gehen flächenmäßig ineinander über und werden im Verbund von der/n Naturschutz-Behörde/n als Naturschutzgebiet Hahnenknooper Moore geführt. Sie wurden auch als FFH-Gebiet Nr. 025 (Placken-, Königs- und Stoteler Moor) ausgewiesen.

## Allgemeines
Das NSG Königsmoor umfasst zurzeit 230 ha. Da die Bodenstandorte wechselnde Bedingungen aufweisen, finden sich im Gebiet Moor- und Sandheiden mit Übergängen zu Birken-Moorwald und Eichen-Buchenwald. Auch Gebüsche des Gagelstrauchs und Moorlilien-Torfmoos-Heiden sind vorhanden. In nördlicher Richtung schließt es an die Moorgebiete vom Stoteler Moor an, in südlicher Richtung endet das Naturschutzgebiet an einem Geestrücken.

## Vernässung
Eine Fläche von ca. 80 ha wurde von 2000 bis 2004 verdämmt und vernässt, eine weitere Fläche von ca. 25 ha wurde 2006 vernässt. Hier zeigen sich schon weitgreifende Veränderungen, die Moorbirke wird in den vernässten Gebieten zurückgedrängt und Wollgras, Torfmoos (Sphagnum nemoreum) und Sonnentau (Drosera rotundifolia) übernehmen die Landschaft. Eine mittlere Moorbirke verbraucht und verdunstet in 24 Stunden etwa 90–150 Liter Wasser und trägt zum Austrocknen des Moorkörpers bei. Das Absterben vieler Birkenbäume, wie man es in verschiedenen Teilen der Naturschutzgebiete sieht, ist gewollt. Die Dämme sind mittlerweile wieder vom ortsüblichen Bewuchs eingenommen und verschwinden im Landschaftsbild.
Zu den weiter entwickelten Feuchtgebieten gehört eine Fläche von ca. 16 ha, die 1973 durch Sprengung mit ausgemusterten Panzerminen zerrissen und aufgelockert wurde, ein Versuch, der nicht wiederholt wurde. Es handelt sich hier um eine unbegehbare Sumpf-Fläche.

## Tierwelt
In den vernässten Teilen des Königsmoors ziehen jährlich zwei bis drei Brutpaare des Kranichs etwa drei bis vier Jungvögel groß. Sie übernachten bevorzugt in den unzugänglichen Wasserflächen, da sie dort Schutz vor Raubwild finden. Die Vogelwelt ist unter Naturschutzgebiet Hahnenknooper Moore aufgeführt.
Die Grünlandflächen werden von Wildschweinen und Graugänsen zur Nahrungssuche aufgesucht.

## Bewirtschaftung
Der südliche Rand des NSG läuft auf einen Geestrücken aus. Hier wird extensive Grünlandwirtschaft betrieben mit dem Ziel, den Boden auszumagern und Magerrasen sowie Besenheide (Calluna vulgaris) zu entwickeln. Am östlichen Rand befinden sich ca. 39 ha Grünland, welche zur Viehfutter-Gewinnung extensiv von der Landwirtschaft bewirtschaftet werden, soweit die Flächen noch befahrbar sind. Hier wird Lebensraum erhalten für die Wiesenbrüter und Kraniche.

## Vorsichtsmaßnahmen
Das Betreten der Naturschutzgebiete ist außerhalb der Wege verboten. In den versumpften Feuchtgebieten besteht höchste Lebensgefahr. Rutscht man in den Morast, hat man kaum die Möglichkeit, sich alleine wieder zu befreien.